# Југославија на Летњим олимпијским играма 1952.
Спортистима Југославије је ово били седмо учешће на Летњим олимпијским играма. Југославија је на Олимпијским играма 1952. у Хелсинкију била заступљена са 96 учесника који су учествовали у 11 спортских дисциплина.
Спортисти из Југославије су на овим играма освојили још три медаље, једну златну и две сребрне. Освојена је прва медаља у веслању и ватерполу и потврђена је сребрна медаља са претходних игара у фудбалу.

## Учесници по дисциплинама
| Спорт        | Мушкарци | Жене | Укупно |
| ------------ | -------- | ---- | ------ |
| Атлетика     | 17       | 2    | 19     |
| Бокс         | 3        | 0    | 3      |
| Ватерполо    | 9        | 0    | 9      |
| Веслање      | 13       | 0    | 13     |
| Гимнастика   | 8        | 8    | 16     |
| Једрење      | 3        | 0    | 3      |
| Кајак и кану | 1        | 0    | 1      |
| Пливање      | 3        | 0    | 3      |
| Рвање        | 3        | 0    | 3      |
| Стрељаштво   | 6        | 0    | 6      |
| Фудбал       | 18       | 0    | 18*    |
| Укупно(11)   | 86       | 10   | 96     |

- Неки извори тврде да је учествовало само 89 учесника, јер је фудбалска репрезентација одиграла у истом саставу све утакмице, па 7 резерви не рачунају у учеснике Игара.

### Освојене медаље на ЛОИ
| Освојене медаље југословенских спортиста на ЛОИ 1952. |           |       |        |        |        |
| Спортиста                                             | Спорт     | Злато | Сребро | Бронза | Укупно |
| Веслање (четверац)                                    | Веслање   | 1     | 0      | 0      | 1      |
| Фудбалска репрезентација                              | Фудбал    | 0     | 1      | 0      | 1      |
| Ватерполо репрезентација                              | Ватерполо | 0     | 1      | 0      | 1      |
| Укупно                                                | 3         | 1     | 2      | 0      | 3      |

## Фудбал
На фудбалском турниру учествовало је 25 репрезентација. Репрезентација Југославије је на овом турниру одиграла шест утакмица (укључујући и поновљену са СССР-ом), од којих је у четири победила, а у једној одиграла нерешено, и забележила један пораз, и то у финалу. Југославија је постигла укупно 26 голова а примила 13. Најбољи стрелац у репрезентацији на овом турниру је био Бранко Зебец са 7 постигнутих голова. На утакмици против Индије је постигао четири гола.
Пут до сребрне медаље:
- Прво коло:  Југославија -  Индија 10:1 (5:0)
- Друго коло:  Југославија -  СССР 5:5 (3:0)
- Друго коло:  Југославија -  СССР 3:1 (2:1)- поновљено
- Четвртфинале:  Југославија -  Данска 5:3 (3:0)
- Полуфинале:  Југославија -  Немачка 3:1 (3:1)
- Финале:  Југославија -  Мађарска 0:2 (0:0)

## Ватерполо
За олимпијски турнир се пријавила укупно 21 репрезентација. Ватерполо репрезентација Југославије је одиграла укупно 8 утакмица, у којима је остварила 6 победила а две утакмице су се завршиле нерешеним резултатом. Мађари су освојили златну медаљу захваљујући бољој гол разлици, Мађари су имали +9 а Југословени +4.
Најмлађи југословенски ватерполиста је био Здравко Јежић са 20 година и 344 дана, а најстарији је био Вељко Бакашун са 32 године и 42 дана.